# Mattheus Terwesten
Mattheus Terwesten (ur. 23 lutego 1670 w Hadze, zm. 6 listopada 1757 tamże) – holenderski malarz i rysownik okresu baroku, specjalizujący się w scenach rodzajowych zaczerpniętych z Biblii i Mitologii greckiej, a także w portretach i nastrojowych scenkach z puttami. Nadworny malarz Fryderyka I Pruskiego i profesor Królewskiej Akademii Sztuk Pięknych w Berlinie. Brat Augustina Terwestena i Esaiasa Terwestena.

## Życiorys
Urodził się w Hadze, gdzie kształcili go jego brat Augustinus Terwesten I, Will Doudyns i Daniel Mijtens II (Młodszy). Tamże pracował wraz z Gasparem Peeterem van Verbruggenem Młodszym, czego wynikiem był między innymi iluzjonistyczny fresk sufitowy z puttami i kwiatami.
Mattheus Terwesten w 1695 roku – po odbyciu edukacji artystycznej, w Hadze – wyruszył przez Berlin do Rzymu, gdzie został do roku 1699. W Rzymie dołączył do bratctwa zrzeszającego artystów pochodzenia holenderskiego i flamandzkiego Bentvueghels, w którym używał pseudonimu „Orzeł” (hol. Arend). Tam zajmował się głównie rysunkiem powiązanym ze sztuką starożytną i życiem pozagrobowym.
W 1698 rozpoczął podróż powrotną do Hagi przez Berlin, gdzie zatrzymał się na rok na dworze królewskim Fryderyka I Pruskiego, zatrzymany zleceniem na dwa obrazy sufitowe do Pałacu Charlottenburg.
W roku 1699 dostał się do Hagi w której otrzymał wiele zleceń dotyczących malarstwa sufitowego i sztuki zdobniczej.
W 1710 wyruszył ponownie do Berlina gdzie przyjął posadę nadwornego malarza Fryderyka I Pruskiego i profesora Królewskiej Akademii sztuk Pięknych.